# Ramacca
Ramacca è un comune italiano di 10 077 abitanti della città metropolitana di Catania in Sicilia, facente parte del comprensorio del Calatino.

## Geografia fisica

### Territorio
Ramacca sorge nell'alta valle del Gornalunga, nella contrada tra Militello e Castel di Iudica, tra i resti di sconosciute città greche (come quella che sorge sul monte Ramacca). Essa è circondata da quattro altureː Poggio Croce, Poggio Forca, Poggio S. Nicola e Montagna (559 metri).
Il territorio comunale è costituito da un grosso nucleo centro-orientale, in cui si trova il centro abitato e che comprende in massima parte pianura (che è il margine occidentale della piana di Catania), e da un secondo nucleo nord-occidentale più irregolare, alla base del quale vi è una strozzatura di circa 3 km, e che si estende per circa 14 km fino al fiume Dittaino ed ha una larghezza massima di più di 9 km.
Il comune di Ramacca ha una superficie di circa 306,44 km² (30.644 ettari), ovvero oltre 1/85 di tutta la Sicilia; nella provincia di Catania, per estensione, è secondo solo a Caltagirone. Anticamente il suo territorio era ancora più vastoː verso l'anno 1197, sotto l'imperatore Enrico VI di Svevia, quando venne staccato dal comune di Calatagirone (oggi Caltagirone), il territorio di Ramacca si estendeva per 43.743 ettari (437,43 km²) e comprendeva le seguenti contradeː Serralunga, Maglitta, Carrubbo, Gissi, Santo Stefano, Gilio, Passopiraino, Ogliastro, Landolina, Svegliamassaro, Magazzinazzo, Crocifera, Spirdi, Sant'Antonio, Ciccaglia, Palmeri, Fondaco e Mendolo, Cicero, Boscari, Cacocciola, Vignato, Cacocciolilla, Olmo, Ficodindia, Albano, Albanella, Spinasanta, S. Giacomo, Torremuzza, Gambanera, Troitta, Ramioni, S. Andrea mainarda, De Lauriola, Schiavo, Stimpato, Lago, Ovo, Palma, Giumarra, Giardinelli, Bifera, Turcisi, Casaldurso, Bagliva, Calatarì, Raso, Mandrerosse, Dragonia, Scamilli, Vassallo, Santa Lucia, Castellacci, Lembioso, Timpa, Balconiere, Chiapparia, Pozzocomune, Fagotto, Montagna di Iudica, Torre degli Eremiti, Albospino, Mandrebianche, Favate, Polmone, Pesce, Maringo, Capezzana, Bernardello, Iannarella, Bernardo, Monaco, Gaeto, Castellito, Sciara di Guarni, Cuticchi di Mandrerosse, Perrere Soprane e Perrere Sottane, S. Giovanni e Bellone, Rocchetta e Cuticchi di Lentini.
Nel 1493, durante il regno di Federico d'Aragona, per la delimitazione di altri paesi, il territorio di Ramacca fu ridotto a 43.538 ettari (435,38 km²).
Nel 1859 Raddusa (distante circa 30 km da Ramacca ma facente parte del suo territorio) venne eretta in comune autonomo, facendosi assegnare circa 3.000 ettari di terreno e nel 1883 per interessamento del capoluogo la borgata ebbe anche un ufficio di conciliazione.
Un'altra cessione territoriale, questa volta di circa 10.000 ettari (100 km²), si ebbe con la separazione della frazione Giardinelli - Giumarra in comune autonomo con la denominazione di Castel di Iudica stabilita dalla deliberazione n. 14 del consiglio comunale di Ramacca l'11 febbraio 1936.

## Origini del nome
L'etimologia dell'attuale toponimo del centro abitato rimane oscura.
Nel tempo però sono state avanzate diverse ipotesi, non verificate e prive di riferimenti lessicografici comparabili, tra cui: Rammuellah ("grande bosco", cioè "rifugio di malviventi"), Rammuallah ("terra o giardino di Dio"), Rahal Mohac, ("casale dei Mohac"), Rammak ("custodi di giumente"), Ramaha, ("galoppatoio") o Ramah ("altura").
La prima parte di questo toponimo deriva forse dall'aramaico רָמָא (rāmā, "collina"), parola acquisita dall'arabo.
La parte finale di "Ramacca" resta invece di difficile interpretazione. Si potrebbe ipotizzare un'associazione con la Mecca, che in arabo è appunto مَكَّة (makka).
Vale la pena denotare anche che "Macca" è un cognome diffuso in Sicilia, la cui origine potrebbe coincidere anche con il toponimo.

## Storia
Le prime presenze umane nel territorio prendono origine dal Paleolitico-Mesolitico. Il villaggio dell'età del bronzo sito in contrada Torricella testimonia la presenza di notevole attività.
In contrada "La Montagna" sono presenti i resti di un villaggio greco-siculo che lo storico tedesco Filippo Cluverio identificò con Erikes. È d'altronde noto che una città di nome Erica venne fondata da Ducezio nelle vicinanze di Palica (Palagonia) e che tale città venne soppiantata da Siracusa e in seguito distrutta da Agatocle. L'archeologo Biagio Pace parlò di un agglomerato urbano di nome Erice che «si potrebbe identificare oltre che al Catalfamo o a Militello, anche a Ramacca», mentre lo storiografo tedesco Julius Schubring pone senz'altro il sito di Erice a Ramacca. Simili considerazioni vengono fatte dallo storico Jean Bérard che asserisceː «Erice, che era vicino al lago dei Palici, si trovava dunque, nella media valle del Simeto, forse a Ramacca».
Di certo si sa che Erikes, Erike, Erice o Erica, fu fondata dal Principe dei Siculi Ducezio per fronteggiare eventuali invasioni nemiche nel suo territorio verso l'anno 459 a.C. e che fu distrutta da Agatocle tra il 336-306 a.C. quando questi costituì il suo dominio sui sicilioti assoggettando la maggior parte dei castelli e delle città dell'interno dell'isola.
Il territorio di Ramacca venne staccato dal comune di Caltagirone nel 1197 sotto l'imperatore Enrico VI di Svevia e sempre sotto di questi divenne feudo.
Il feudo fu assegnato a N. di Cardona, poi a Riccardo di Passaneto, per l'incapacità del quale nel 1392 fu assegnato a Giorlando di Modica e successivamente passò ai Gravina, uno dei quali fu il primo signore di Ramacca nel 1490.
Le prime notizie certe su Ramacca risalgono al XVII secolo. Il 7 ottobre 1688 Carlo II concesse il titolo di Principe a Sancio Gravina, signore del Feudo di Ramacca, a condizione che costruisse un centro abitato e desse le terre per la coltivazione. Secondo alcune fonti fu Ottavio Gravina (figlio di Don Sancho - o Sancio - Gravina e Rosalia Sarzana) nell'anno 1693 a cominciare a far arrivare gente a Ramacca concedendo case, terreni ed immunità territoriale a favore di perseguitati o condannati politici nel Regno delle due Sicilie, concessa a condizione che costoro fissassero il proprio domicilio e la residenza nel feudo di Ramacca. In quell'anno la popolazione ammontava a circa 400 individui e salì a 1.560 abitanti nel 1820, epoca in cui si ebbe l'abolizione del feudalesimo, che comportò il grande principio di eguaglianza giuridica e di libera concorrenza permettendo un miglioramento delle condizioni di vita. In quello stesso anno 1820 Ramacca fu designata sede di pretura e per la prima volta vi furono portati i registri degli atti di nascita che fino ad allora erano stati raccolti da un cappellano e custoditi nella chiesa (ormai diroccata e abbandonata) che esisteva nella contrada Gabella, a circa 10 km dal centro abitato di Ramacca.

### Simboli
Il gonfalone è un drappo partito di azzurro e di giallo.

## Sport
Ramacca si distingue in ambito sportivo per i numerosi successi sia a livello regionale che nazionale, in attività come pugilato, ciclismo, calcio e danza. Pugili come Nunzio Sciarotta, Gino Landolina, Sebastiano Oliveri, Alessandro Fatuzzo, Mario Giglio hanno rappresentato la vecchia e la nuova boxe della cittadina. Parliamo di titoli Regionali e Nazionali oltre ad un titolo Europeo conquistato da Nunzio Sciarotta.

## Società

### Evoluzione demografica
Abitanti censiti

### Lingue e dialetti
La varietà della lingua siciliana parlata in città appartiene al gruppo orientale non metafonetico.

## Economia
L'economia di Ramacca è incentrata sull'agricoltura, in particolare sulle coltivazioni di carciofi. Difatti, viene anche festeggiata una sagra.

## Amministrazione
Di seguito è presentata una tabella relativa alle amministrazioni che si sono succedute in questo comune.
| Periodo          | Periodo          | Primo cittadino     | Partito                            | Carica  | Note   |
| ---------------- | ---------------- | ------------------- | ---------------------------------- | ------- | ------ |
| 18 maggio 1988   | 19 luglio 1990   | Giuseppe Di Mauro   | Democrazia Cristiana               | Sindaco | [ 26 ] |
| 20 luglio 1990   | 19 aprile 1991   | Giuseppe Gravina    | Partito Socialista Italiano        | Sindaco | [ 26 ] |
| 20 aprile 1991   | 18 dicembre 1991 | Francesco Nicodemo  | Partito Socialista Italiano        | Sindaco | [ 26 ] |
| 19 dicembre 1991 | 23 novembre 1992 | Salvatore Nicolosi  | Democrazia Cristiana               | Sindaco | [ 26 ] |
| 24 novembre 1992 | 13 gennaio 1993  | Carlo Betulia       | Partito Socialista Italiano        | Sindaco | [ 26 ] |
| 14 gennaio 1993  | 20 ottobre 1993  | Salvatore Campagna  | Partito Socialista Italiano        | Sindaco | [ 26 ] |
| 21 ottobre 1993  | 13 giugno 1994   | Alfio Mogavero      | Partito Socialista Italiano        | Sindaco | [ 26 ] |
| 14 giugno 1994   | 8 giugno 1998    | Francesco Zappalà   | Partito Democratico della Sinistra | Sindaco | [ 26 ] |
| 9 giugno 1998    | 10 giugno 2003   | Giuseppe Limoli     | Centro destra                      | Sindaco | [ 26 ] |
| 11 giugno 2003   | 27 giugno 2006   | Antonia Russo       | Centro sinistra                    | Sindaca | [ 26 ] |
| 28 giugno 2006   | 16 giugno 2011   | Giovanni Malgioglio | Centro destra                      | Sindaco | [ 26 ] |
| 17 giugno 2011   | 6 giugno 2016    | Francesco Zappalà   | Centro sinistra                    | Sindaco | [ 26 ] |
| 7 giugno 2016    | 23 ottobre 2020  | Giuseppe Limoli     | Centro destra                      | Sindaco | [ 26 ] |
| 14 ottobre 2021  | 25 Maggio 2025   | Nunzio Vitale       | Liste civiche                      | Sindaco | [ 27 ] |
| 26 maggio 2025   | in carica        | Rosario Gravina     | Lista civica                       | Sindaco | [ 26 ] |

## Galleria d'immagini

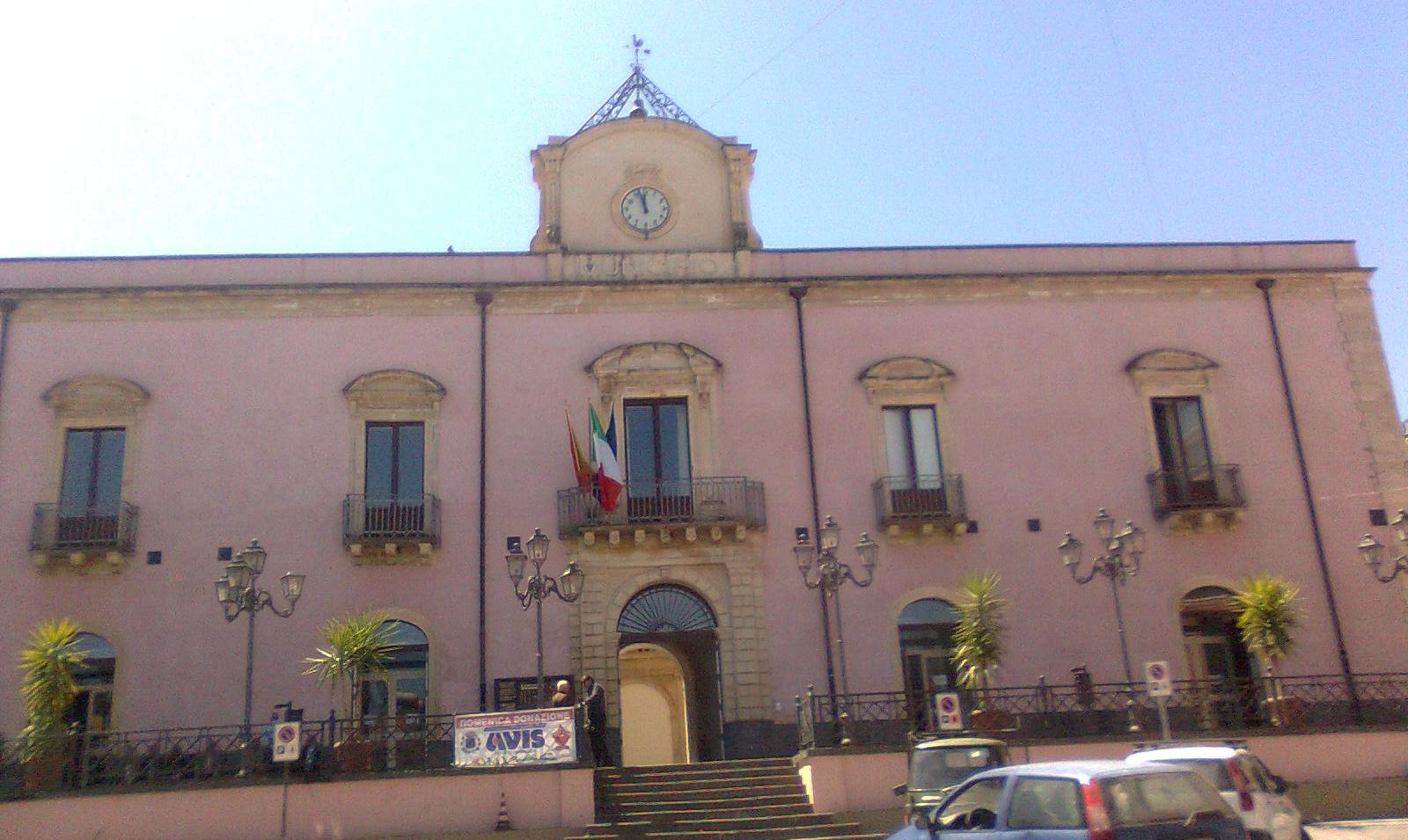
Municipio
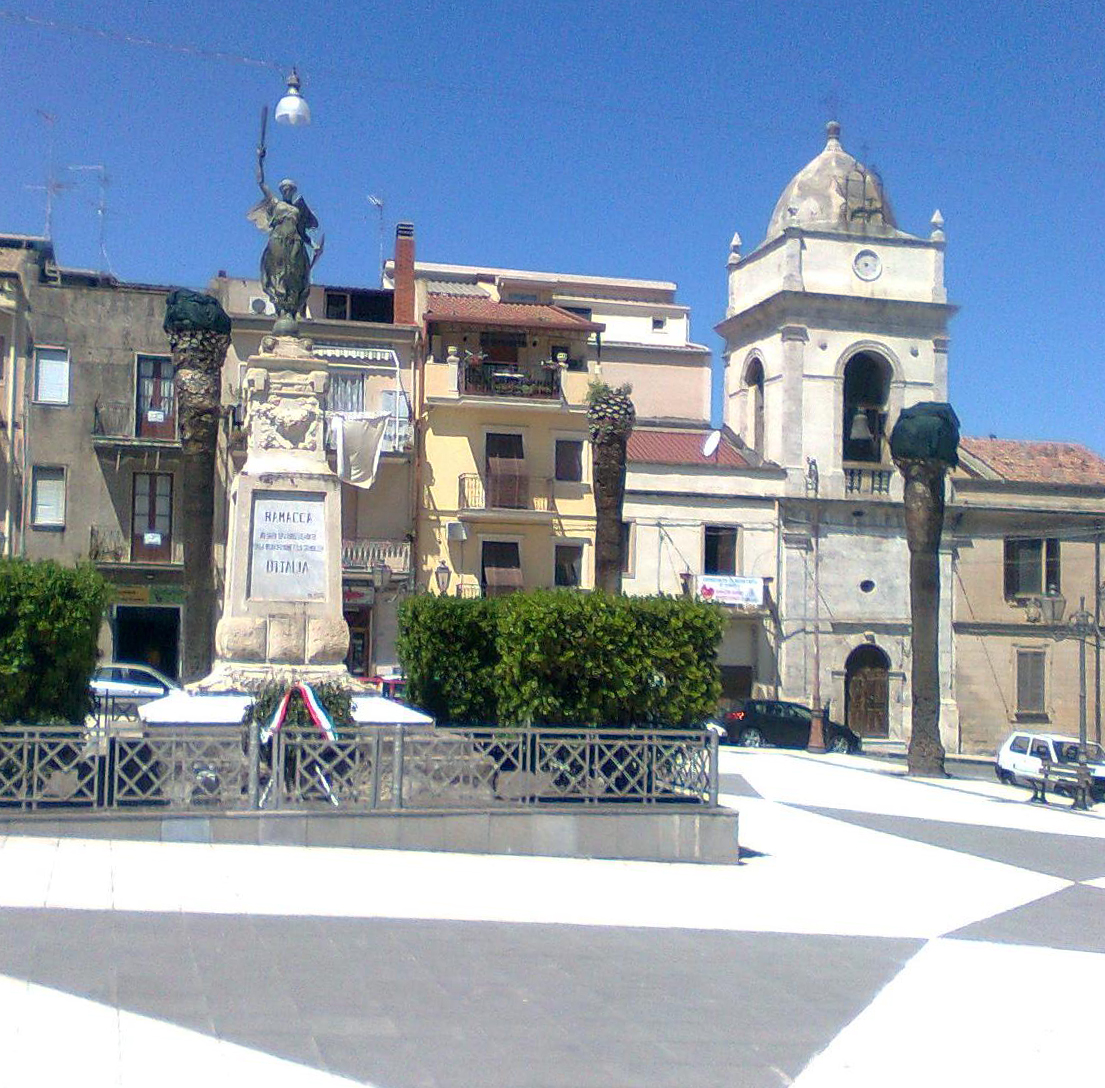
Piazza Regina Elena e campanile della Matrice
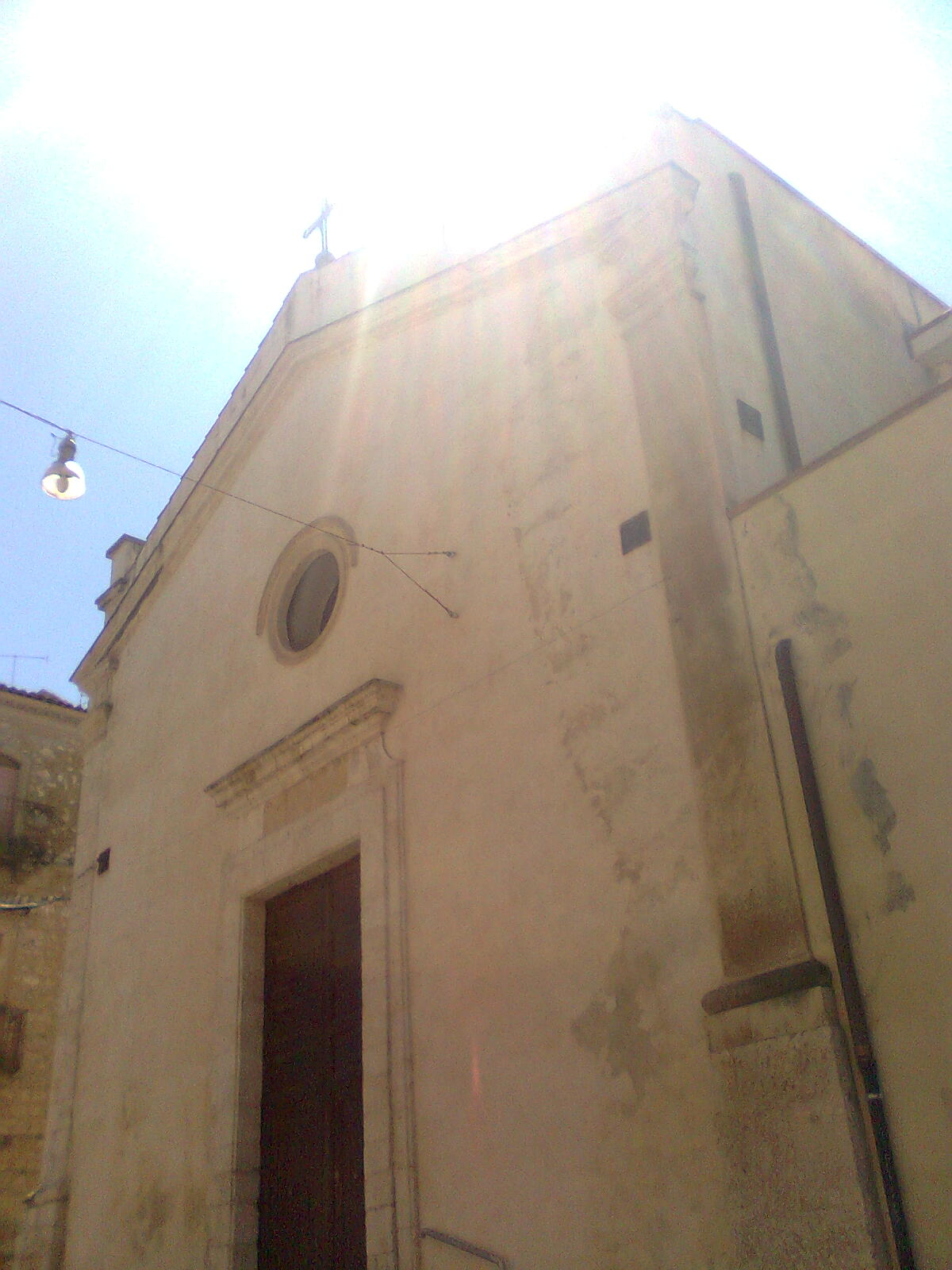
Chiesa Madre dedicata alla Natività di Maria Santissima
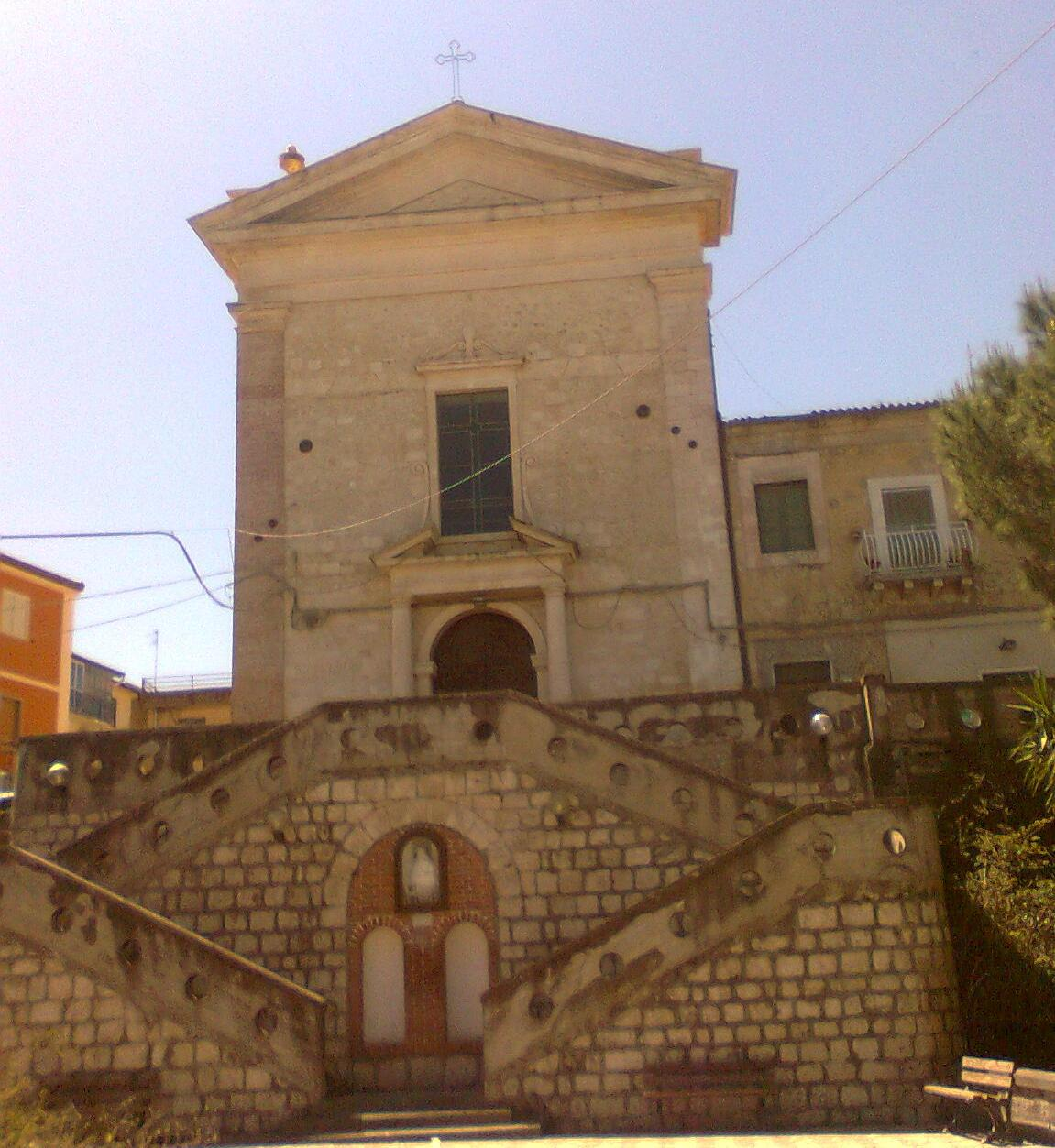
Chiesa di San Giuseppe